# The Landmark

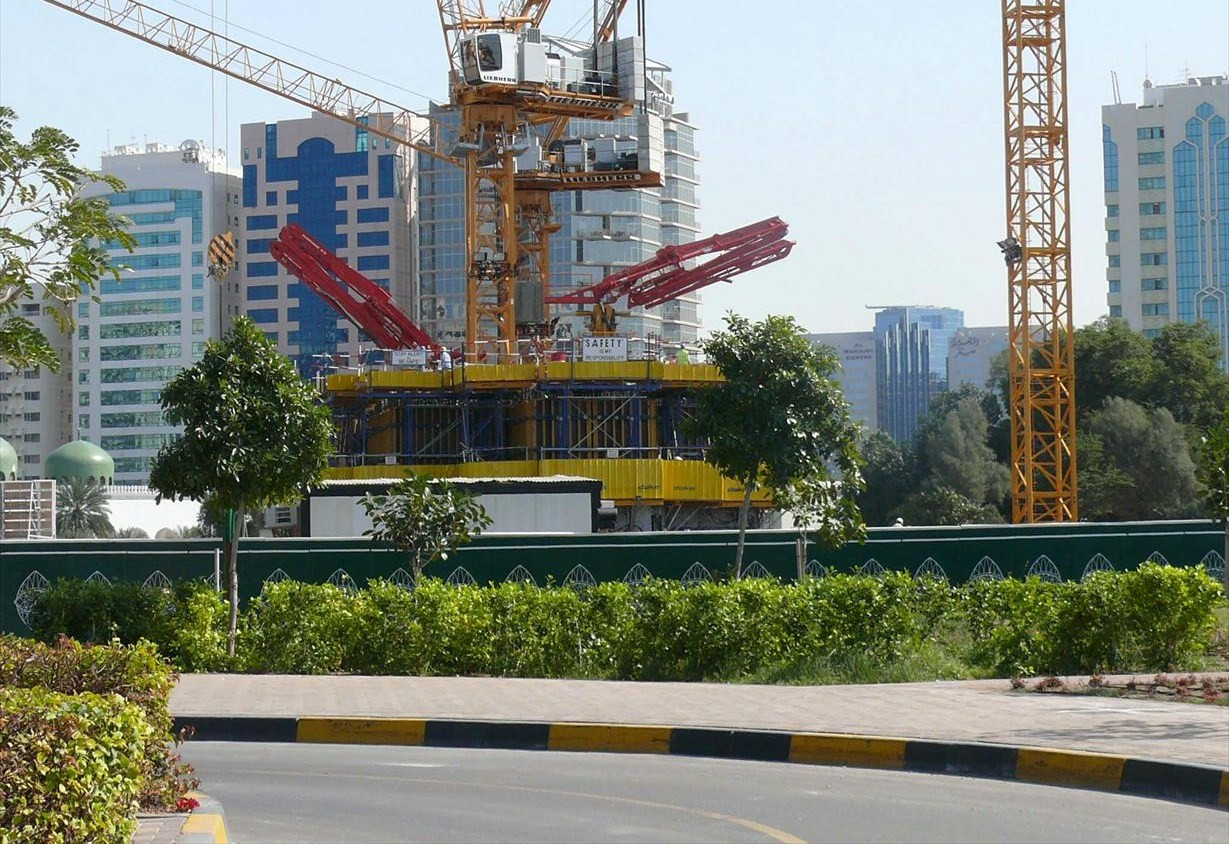
Baustelle 2008

The Landmark ist ein Wolkenkratzer in Abu Dhabi, der Hauptstadt der VAE.
Das Gebäude wurde von dem bekannten Architekten César Pelli geplant. Die Bauarbeiten wurden 2006 begonnen und 2013 abgeschlossen. Im September 2010 wurde die Endhöhe 324 Metern erreicht (genauso hoch wie der Eiffelturm), wodurch das Gebäude den Sky Tower als höchstes Bauwerk der Stadt ablöste. Es war nach Fertigstellung für einige Monate das höchste Wohngebäude der Erde, da es den Q1 Tower im australischen Gold Coast um einen Meter übertraf, wurde aber seinerseits in dieser Kategorie von The Torch in Dubai abgelöst. Im Frühjahr 2012 musste auch der Titel des höchsten Gebäudes der Stadt an den 57 Meter höheren The Domain am Central Market (381 Meter) wieder abgegeben werden. The Landmark hat 72 Stockwerke. Unterirdisch sind weitere fünf Etagen vorhanden, die neben einem Parkhaus auch Geschäfte beherbergen. Im Gebäude selbst ist ebenfalls ein Restaurant untergebracht.